# Liste der württembergischen Gesandten in Russland
Dies ist eine Liste der Gesandten des Herzog-, (ab 1803) Kurfürstentum und (ab 1806) Königreich Württemberg in Russland. Neben der württembergischen Gesandtschaft in Sankt Petersburg bestanden auch zeitweise württembergische Konsulate in Moskau, Riga und Odessa.

## Gesandte
1782 Aufnahme diplomatischer Beziehungen
1792: Gründung der Gesandtschaft
- ca. 1801 – ca. 1806: Ferdinand Friedrich von Nicolai
- ca. 1806 – ca. 1808: Christian Erdmann Steube von Schnaditz
- 1808 – 1811: Franz Ludwig Schenk von Castell
- 1811 – 1813: Camille Nepomuk von Frohberg
- 1813 – 1816: Heinrich Levin von Wintzingerode
- 1815 – 1816: Karl August Franz von Mandelsloh (interimistisch)
- 1816 – 1823: Joseph Ignaz von Beroldingen
- 1817 – 1818: Ludwig Gremp von Freudenstein (interimistisch)
- 1824 – 1849: Heinrich zu Hohenlohe-Kirchberg
- 1849 – 1854: Johann Friedrich Traugott von Zeppelin-Aschhausen
- 1854 – 1855: Adolf von Ow-Wachendorf
- 1856 – 1860: Emil Eugen von Lobstein
- 1860 – 1865: Karl von Spitzemberg
- 1865 – 1873: Vinzenz von Abele
- 1873 – 1881: Eugen von Maucler
- 1881 – 1890: Eberhard von Linden
- 1891 – 1893: Axel Varnbüler von und zu Hemmingen

1894: Auflösung der Gesandtschaft